# Iberocypris alburnoides
Iberocypris alburnoides, noto comunemente come calandino in Spagna e bordalo in Portogallo è un pesce d'acqua dolce della famiglia Cyprinidae.

## Distribuzione e habitat
Questa specie è endemica della penisola Iberica centro occidentale nei bacini dei fiumi Duero, Tago, Sado, Guadiana, Odiel, Guadalquivir e (introdotto) Júcar.
Popola i fiumi del piano (zona dei Ciprinidi fitofili) e i laghi.

## Descrizione
L'aspetto di questo pesce è intermedio tra quello di un'alborella e quello di un Anaecypris hispanica. Il corpo è slanciato, più panciuto nelle femmine. La bocca è piccola e rivolta in alto, il muso è appuntito e l'occhio grande. Le scaglie sono grandi. Una fascia scura longitudinale mediana percorre tutto il corpo. Non ci sono barbigli. La linea laterale è completa.
Misura fino a 11 cm di lunghezza.

## Alimentazione
Si ciba di piccoli invertebrati.

## Riproduzione
Avviene in primavera, le uova vengono deposte tra le piante o sulle pietre.
Questa specie presenta una biologia riproduttiva estremamente complessa che coinvolge l'ibridazione con un'altra specie di ciprinide, lo Squalius pyrenaicus. Nel calandino sono presenti contemporaneamente individui diploidi, triploidi e tetraploidi in tutte le popolazioni, in genere tra le femmine sono predominanti gli esemplari triploidi che raggiungono dimensioni molto più grandi degli altri. Questi individui poliploidi possono avere uno o più genomi di I. alburnoides e di S. pyrenaicus pur restando fenotipicamente simili a I. alburnoides. Le femmine triploidi possono accoppiarsi con maschi di S. pyrenaicus (più raramente con Squalius carolitertii e Squalius aradensis) generando prole poliploide sempre con fenotipo alburnoides. In alcune popolazioni i maschi sono rari e le femmine si accoppiano solo con gli Squalius, in altre invece la riproduzione avviene solamente con maschi della propria specie.

## Conservazione
Si tratta di una specie largamente diffusa, ciò nonostante la sua situazione non è molto rassicurante perché le popolazioni hanno risentito di un forte calo numerico (il 30% in 10 anni) causato dalle modificazioni ambientali e dall'introduzione di specie aliene predatrici come Esox lucius, Sander lucioperca e Micropterus salmoides.

## Tassonomia
Questa specie è stata attribuita anche ai generi Squalius, Rutilus e Tropidophoxinellus.